# Relaciones Brunéi-México
Las naciones de Brunéi y México establecieron relaciones diplomáticas en 1991. Ambas naciones son miembros del Foro de Cooperación Económica Asia-Pacífico y de las Naciones Unidas.

## Historia

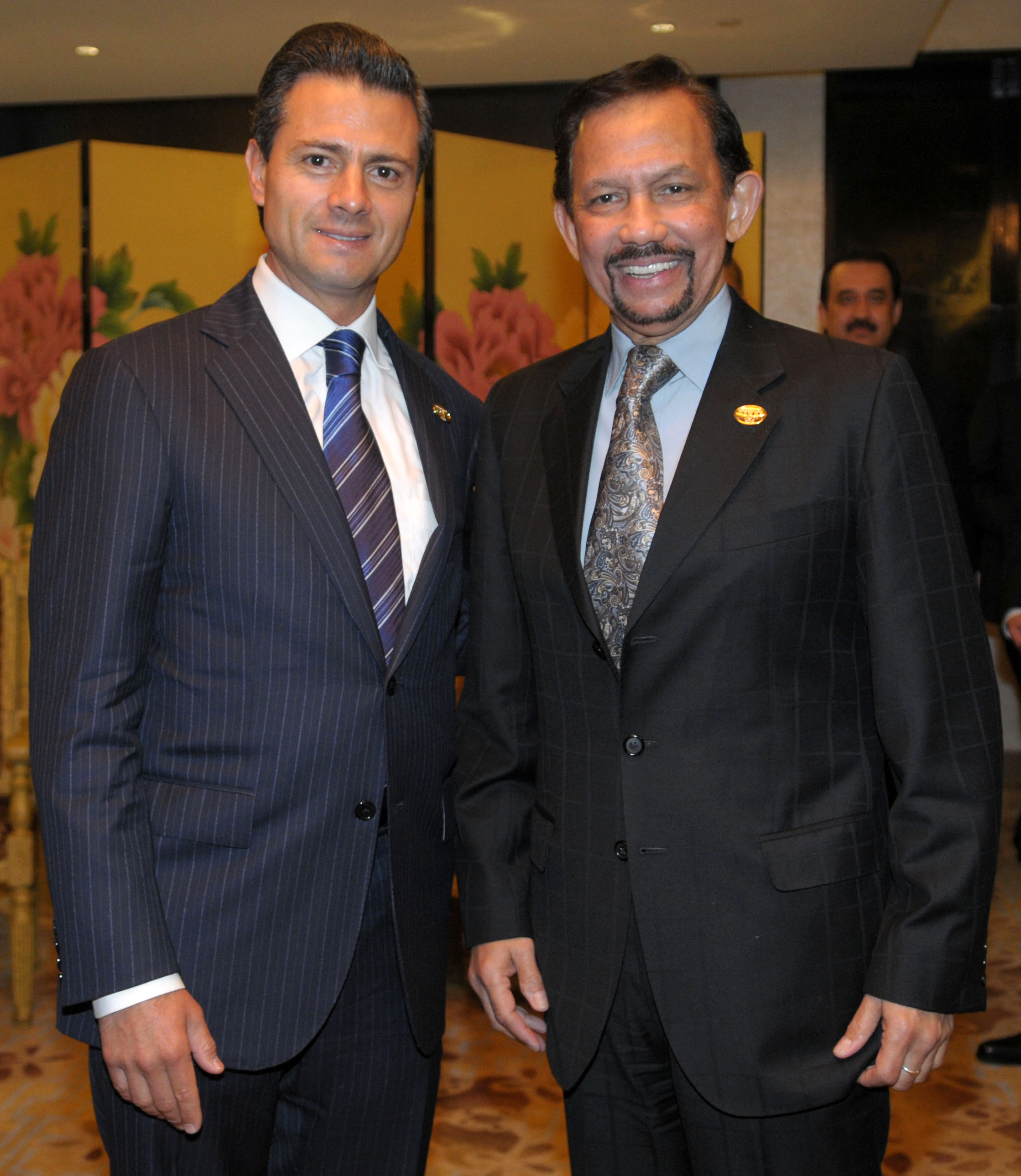
El Presidente mexicano, Enrique Peña Nieto junto con el Sultán de Brunéi, Muda Hassanal Bolkiah; abril de 2013.

El primer contacto entre México y Brunéi se inició en 1578 cuando España comenzó su expansión en el sudeste asiático desde su base en las Filipinas y las ambiciones españolas finalmente chocaron con el Imperio de Brunéi. Durante cuatro meses, las fuerzas españolas (que incluían soldados filipinos y más de 200 tropas mexicanas de su territorio del Virreinato de Nueva España) se enfrentaron con las fuerzas de Brunéi, que también incluían soldados otomanos. Las fuerzas españolas lograron invadir la capital de Brunéi de Mukim Kota Batu. Finalmente, España logró hacerse con el control de todas las islas actuales de las Filipinas que anteriormente estaban bajo el control de Brunéi. Este conflicto se conoció como la Guerra de Castilla.
La aristocracia bruneana de Manila fue expulsada de Filipinas y enviada a Guerrero, México, después de la Conspiración de Tondó. Durante el siglo XIX, los filipinos con ascendencia parcial de Brunéi se concentraron en Guerrero. Durante este período, los mexicanos de ascendencia filipina que emigraron a Guerrero se unieron a la guerra de la independencia bajo el mando del general Isidoro Montes de Oca.
Brunéi y México establecieron relaciones diplomáticas el 2 de octubre de 1991. Los vínculos se han desarrollado principalmente en el marco de foros multilaterales. 
En 1999, México abrió un consulado honorario en Bandar Seri Begawan. En noviembre de 2000, el presidente mexicano, Ernesto Zedillo, visitó Brunéi en el marco de su participación en la Reunión de Líderes de APEC.
En noviembre de 2010, el gobierno de Brunéi envió una delegación de doce miembros para asistir a la Conferencia de las Naciones Unidas sobre el Cambio Climático de 2010 en Cancún, México.
En enero de 2012, el Subsecretario de Comercio Exterior de México, Francisco de Rosenzweig, visitó Brunéi como parte de su gira a diversos países del Sudeste Asiático, para solicitar el apoyo de Brunéi a la aspiración de México de ser parte del Acuerdo Transpacífico de Cooperación Económica (TPP). En octubre de 2013, el presidente mexicano, Enrique Peña Nieto y el Sultán de Brunéi, Muda Hassanal Bolkiah, sostuvieron un breve encuentro en el marco de su participación en la XXI Reunión de Líderes de APEC en Bali, Indonesia.
En 2023, ambas naciones celebraron 32 años de relaciones diplomáticas.

## Misiones diplomáticas
- Brunéi está acreditado ante México a través de su embajada en Washington D. C., Estados Unidos.[8]
- México está acreditado ante Brunéi a través de su embajada en Singapur y mantiene un consulado honorario en Bandar Seri Begawan.[9]